# NHK北九州放送局
NHK北九州放送局（日语：／），又译NHK北九州广播电视台，是日本放送協會位於福岡縣北九州市、負責主管福岡縣當地事務的地方放送局。

## 频道频率一览

### 电视频道
- NHK综合频道（呼号JOSK-DTV）
- NHK教育频道（呼号JOSB-DTV）

### 广播频率
- NHK第一套广播（呼号JOSK）
- NHK第二套广播（呼号JOSB）
- NHK调频广播（呼号JOSK-FM）

## 外部連結
- NHK北九州放送局 （页面存档备份，存于）
- NHK北九州的X（前Twitter）